# Scharrenberg (Solingen)
Scharrenberg ist eine Hofschaft in der bergischen Großstadt Solingen. Auf einer Freifläche östlich von Scharrenberg, an der Virchowstraße, befand sich ab 1897 das Ohligser Krankenhaus in einem gründerzeitlichen Gebäudekomplex, der in marodem Zustand 2006 abgerissen wurde.

## Geographie
Scharrenberg befindet sich im Südosten des Stadtteils Ohligs am unteren Ende der Virchowstraße, nördlich des Viehbachs und der parallel dazu verlaufenden, zur Kraftfahrstraße ausgebauten Viehbachtalstraße. Weiter nördlich verläuft die Bahnstrecke von Ohligs nach Remscheid, die zur Einfahrt in den Solinger Hauptbahnhof ab Scharrenberg in einer Kurve nach Norden teilweise über einen Damm führt. Die Straße unmittelbar südlich dieses Damms trägt bei Scharrenberg auch den Namen Scharrenberger Damm. Im Süden von Scharrenberg liegt die zum Ort gehörige Scharrenberger Mühle. Dort überquert auch die Viehbachtalstraße auf einer Brücke die Höhscheider Straße. Weiter südlich liegen Alten- und Neuenufer sowie Barl, im Westen das Gewerbegebiet Mühlenstraße und die Scharrenbergerheide, wo sich heute die katholische Kirche St. Joseph befindet. Nördlich liegen die Wohngebiete auf der Ostseite des Bahnhofes rund um Siebels- und Wahnenkamp, östlich von Scharrenberg, dem Verlauf der Virchowstraße folgend, Untenmankhaus mit der Neubausiedlung am Christian-Morgenstern-Weg und weiter südlich Hülsen.

## Geschichte

### Hof Scharrenberg
Die Hofschaft Scharrenberg lässt sich bis in das 16. Jahrhundert zurückverfolgen. Im Jahre 1715 ist der Ort in der Karte Topographia Ducatus Montani, Blatt Amt Solingen, von Erich Philipp Ploennies mit einer Hofstelle verzeichnet und als Scharrenberg benannt. Er gehörte zur Honschaft Barl innerhalb des Amtes Solingen. Die Topographische Aufnahme der Rheinlande von 1824 und die Preußische Uraufnahme von 1844 sowie die Topographischen Karte des Regierungsbezirks Düsseldorf von 1871 bezeichnen den Ort jeweils als Scharrenberg.
Nach Gründung der Mairien und späteren Bürgermeistereien Anfang des 19. Jahrhunderts gehörte Scharrenberg zur Bürgermeisterei Merscheid, die 1856 zur Stadt erhoben und im Jahre 1891 in Ohligs umbenannt wurde.
1815/16 lebten 47, im Jahr 1830 60 Menschen im als Weiler mit Mühle bezeichneten Scharrenberg. 1832 war der Ort weiterhin Teil der Honschaft Barl innerhalb der Bürgermeisterei Merscheid, dort lag er in der Flur VIII. Wieveldick. Der nach der Statistik und Topographie des Regierungsbezirks Düsseldorf als Hofstadt kategorisierte Ort besaß zu dieser Zeit elf Wohnhäuser und zehn landwirtschaftliche Gebäude mit 69 Einwohnern, davon drei katholischen und 66 evangelischen Bekenntnisses. Die Gemeinde- und Gutbezirksstatistik der Rheinprovinz führt den Ort 1871 mit 16 Wohnhäusern und 105 Einwohnern auf. Im Gemeindelexikon für die Provinz Rheinland von 1888 werden für Scharrenberg 20 Wohnhäuser mit 125 Einwohnern angegeben. 1895 besitzt der Ortsteil 24 Wohnhäuser mit 146 Einwohnern.
Zwischen 1864 und 1867 wurde im Westen Scharrenbergs zwischen Leichlingen und Gruiten die Bahnstrecke Gruiten–Köln-Deutz trassiert. Bei der Hofschaft Hüttenhaus eröffnete an der Strecke am 25. September 1867 der Bahnhof Ohligs-Wald, der heutige Solinger Hauptbahnhof. Zeitgleich wurde eine Stichstrecke von Ohligs-Wald bis zum Bahnhof Weyersberg westlich der Stadt Solingen trassiert, die nördlich unmittelbar an der Hofschaft vorbeiführte.
Mit der Städtevereinigung zu Groß-Solingen im Jahre 1929 wurde die Hofschaft Scharrenberg ein Ortsteil Solingens. Als einer der wenigen tatsächlich realisierten Abschnitte der geplanten Autobahn 54 entstand am Ende der 1970er Jahre auf dem Teilstück An der Gemarke bis Mangenberg eine vierspurige Kraftfahrstraße durch das südlich von Scharrenberg gelegene Viehbachtal. Dieses Teilstück der als L 141n gewidmeten Viehbachtalstraße wurde am 31. August 1979 dem Verkehr übergeben. Nach zahlreichen Anwohnerbeschwerden über zu viel Lärm wurden im Folgejahr einige Maßnahmen für einen verbesserten Lärmschutz eingeleitet. Der Weiterbau der Viehbachtalstraße zwischen Mangenberg und dem Frankfurter Damm erfolgte bis 1981. Ein weiterer Ausbau unterblieb; die A 54 wurde nie fertiggestellt.:55
Seit dem Jahre 1986 steht im Ort der große, in Teilen verschieferte Fachwerkhauskomplex Virchowstraße 18, 20, 22, 24 unter Denkmalschutz, der oben abgebildet ist.

### Krankenhaus
In der Stadt Merscheid wurde 1879 die Wilhelm-Augusta-Stiftung gegründet, die zum Ziel hatte, in der Stadt ein Kranken- und Verpflegungshaus einzurichten. Im Jahre 1884 wurde es mit zunächst zehn Betten in einem ehemaligen Schulgebäude an der damaligen Breitestraße (heute Zweibrücker Straße) eingerichtet. Zu Beginn der 1890er Jahre bestanden Ideen zum Bau eines gemeinsamen Krankenhauses mit der Nachbarstadt Wald, die jedoch 1893/1894 von der Ohligser Stadtverordnetenversammlung abgelehnt wurden. Stattdessen wurden Grundstücke an der Virchowstraße am Scharrenberg zur Errichtung eines eigenen Krankenhauses angeworben, das schließlich bis 1897 fertiggestellt und am 16. August 1897 eingeweiht wurde. Den Planungen der Stadt Solingen, mit den Städten des oberen Kreises Solingen ein gemeinsames Krankenhaus zu errichten, folgte man in Ohligs nicht mit Verweis auf das bereits bestehende Haus am Scharrenberg. Auch weigerte sich Ohligs, das Krankenhaus so umzubauen, dass die Stadt Wald es mitnutzen konnte. So erfolgte der Neubau der Städtischen Krankenanstalten schließlich ohne Ohligser Beteiligung ab 1913 an der Frankenstraße zwischen Wald und Gräfrath, aus dem später das Städtische Klinikum Solingen hervorging.
Nach der 1929 erfolgten Städtevereinigung mit Solingen wurde das Krankenhaus als Haus Ohligs in die Städtischen Krankenanstalten eingegliedert. Es wurde 1934 aus Kostengründen geschlossen. Anschließend zeitweise als Kaserne und im Zweiten Weltkrieg kurzzeitig wieder als Krankenhaus genutzt, beherbergte es nach dem Krieg das erste Altenheim der Stadt Solingen. Ab 1952 war in dem Gebäude die Frauenklinik der Städtischen Krankenanstalten untergebracht, um die angespannte Raumsituation an der Frankenstraße zu entlasten. Nach dem Neubau des Krankenhausgebäudes im Jahre 1975 zog die Frauenklinik zurück zur Frankenstraße. Ab 1980 beherbergte das Gebäude am Scharrenberg ein neu eingerichtetes Altenpflegeheim, das 1996 nach der ehemaligen Solinger Oberbürgermeisterin Elisabeth-Roock-Haus genannt wurde. Weil das Gebäude des ehemaligen Krankenhauses zu Beginn der 2000er stark sanierungsbedürftig war, errichtete man für das Elisabeth-Roock-Haus einen Neubau an der Wiener Straße in Höhscheid, der im Mai 2006 bezogen wurde. Das baufällige Krankenhausgebäude an der Virchowstraße, dem kein Denkmalwert zugesprochen wurde, wurde im August 2006 abgerissen. An seiner Stelle entstand eine Wohnsiedlung aus Mehrfamilienhäusern am Christian-Morgenstern-Weg.
Bis zur Schließung des Ohligser Hauses im Jahr 1934 war auch der Arzt Carl Fervers an der Klinik tätig. Anschließend richtete er an der Merscheider Straße 2, gegenüber dem Rathaus in Ohligs, eine Privatklinik ein. Aus dieser Privatklinik ging die spätere St.-Lukas-Klinik hervor, die 1963 ihren Neubau an der Schwanenstraße bezog.